# Euploea albiplagiata
Euploea albiplagiata är en fjärilsart som beskrevs av Hans Fruhstorfer 1910. Euploea albiplagiata ingår i släktet Euploea och familjen praktfjärilar. Inga underarter finns listade i Catalogue of Life.